# 会飞的贼
《会飞的贼》是中国歌手曾轶可的第三张录音室专辑，于2013年5月20日网络发布，实体CD则于5月27日发行。

## 曲目
1. 荒唐的羊
2. 我们不是只有现在吗
3. 会飞的贼
4. 恋曲2012
5. 女人的秘密
6. 辣糖
7. 有可能的夜晚
8. 你幸福我幸福
9. 骑摩托的人
10. 夜晚屋顶的会飞的贼

## 相关

### 实体CD发行延期
由于制作公司误将唱片封面中"3rd"写错成"3th"，导致实体专辑未能与网络同期在2013年5与20日发行，在唱片公司修改印刷设计重新制作以后，实体CD在5月27日才得以发行。

### 首周登上销量榜第一
《会飞的贼》在中国信诺榜2013/06/02付周榜单中空降冠军，首周卖出8282张。